# Woiwodschaft Przemyśl
Die Woiwodschaft Przemyśl war in den Jahren 1975 bis 1998 eine polnische Verwaltungseinheit, die im Zuge einer Verwaltungsreform in der heutigen Woiwodschaft Karpatenvorland aufging. Ihre Hauptstadt war das namensgebende Przemyśl.
Bedeutende Städte waren (Einwohnerzahlen von 1995):
- Przemyśl (68.900)
- Jarosław (41.800)